# Parafia Przemienienia Pańskiego w Jaworznej
Parafia Przemienienia Pańskiego w Jaworznej – parafia rzymskokatolicka, należąca do dekanatu ujanowickiego w diecezji tarnowskiej. Opiekę nad nią sprawują księża diecezjalni.
Odpust parafialny obchodzony jest dwukrotnie: w święto Miłosierdzia Bożego oraz 6 sierpnia – w święto Przemienienia Pańskiego. 
Proboszczem parafii jest ks. mgr Marek Kita, a pomaga mu jako rezydent ks. prałat Józef Cieśla.

## Historia
Jaworzna początkowo należała do oddalonej parafii w Ujanowicach. W 1931 podczas wizytacji kanonicznej parafianie wystąpili z inicjatywą wybudowania na terenie wsi samodzielnego kościoła. Świątynię poświęcono 6 sierpnia 1932. Tego samego dnia erygowano samodzielną parafię. 22 maja 2022 biskup tarnowski Andrzej Jeż dokonał konsekracji kościoła.
W skład parafii wchodzą Jaworzna oraz część Strzeszyc i Żmiącej.